# Kazunari Ono
Kazunari Ono (大野 和成 Ono Kazunari?), född 4 augusti 1989 i Niigata prefektur, är en japansk fotbollsspelare.
Ono började sin karriär 2008 i Albirex Niigata. 2011 blev han utlånad till Ehime FC. 2012 blev han utlånad till Shonan Bellmare. Han gick tillbaka till Albirex Niigata 2014. 2018 flyttade han till Shonan Bellmare. Med Shonan Bellmare vann han japanska ligacupen 2018.